# Krokodýl americký
Krokodýl americký (Crocodylus acutus) je nejrozšířenějším ze čtyř druhů amerických krokodýlů. Obývá pobřeží Atlantského a Tichého oceánu na území Belize, Kolumbie, Kostariky, Dominikánské republiky, Ekvádoru, El Salvadoru, Guatemaly, Haiti, Hondurasu, Nikaragui, Mexika, Panamy, Peru, Spojených států a Venezuely (viz mapka). Množí se také na Kubě, Jamajce a Hispaniole. Ve Floridě v USA je počet volně žijících krokodýlů amerických odhadován na přibližně 2000 jedinců. Kvůli ilegálnímu lovu a ztrátě svého přirozeného biotopu je v mnoha oblastech krokodýl americký považován za ohroženého. Oficiálně je však v Červeném seznamu IUCN zařazen do kategorie zranitelných druhů .
V rámci Evropy je chován pouze v německé Seelter Reptilienhuus Saterland a české Krokodýlí zoo Protivín.

## Popis
Krokodýl americký má podobně jako všichni krokodýlovití čtyři krátké a silné končetiny, dlouhý a silný ocas, tělo i ocas pokrytý řadami tvrdých desek a silné a velké čelisti, které potřebuje při trhání potravy. Oči chrání zvláštní blány, stejně jako nozdry a uši jsou umístěny na vrcholu hlavy, což umožňuje, aby mohl zůstat zbytek těla skrytý pod vodou.
Jeho tmavě hnědé až načernalé zbarvení mu umožňuje splývat s vodou a překvapit svou kořist až neuvěřitelnou rychlostí. Je vůbec jedním z největších krokodýlů, jelikož samci dosahují délky až 5 m a hmotnosti 180–450 kg.
Krokodýl americký bývá poměrně často zaměňován s aligátorem severoamerickým, zvláště díky stejnému zbarvení, velikosti a areálu rozšíření. Spolehlivým odlišným znakem je jejich čenich, který má u aligátorů tvar písmena U a čenich krokodýlů připomíná spíše písmeno V. U čenichu však existuje i jiná, spolehlivá charakteristika. Pokud má aligátor tlamu zavřenou, jdou vidět pouze horní zuby, zato u krokodýla jdou vidět z uzavřené tlamy zuby horní i dolní.

## Způsob života

### Biotop
Obývá převážně sladkovodní, případně poloslané až slané vodní plochy jako jsou ústí řek, slaná jezera (zvláště jezero Enriquillo v Dominikánské republice), ale hlavně mangrovové bažiny. Občas ho můžeme zahlédnout také v moři.

### Potrava
Krokodýl americký se vydává za potravou v noci a loví především ryby a jiné vodní druhy živočichů jako jsou želvy a krabi, občas uloví i různé druhy ptáků. Ve více zalidněných oblastech má na svědomí časté zmizení domácích zvířat (převážně koz a ovcí). Mláďata se živí podobně jako u ostatních krokodýlů různými malými vodními bezobratlými. U krokodýla amerického bylo zaznamenáno již několik útoků na člověka, např. v Kostarice nebo v Guatemale nejsou zprávy o napadení člověka tímto druhem příliš ojedinělé. Útoky však nejsou tak časté a strašné jako u jeho větších a agresivnějších příbuzných krokodýla nilského nebo mořského.

### Rozmnožování
Období hnízdění probíhá během období sucha a období námluv může být velice dlouhé, často i dva měsíce. Samice krokodýlů amerických si pro kladení vajec většinou vyhrabávají prohlubeň v zemi, ale pokud jsou vhodná místa pro tento typ hnízd zabraná či nedostupná, postaví samice většinou kopcovitá hnízda z jakéhokoliv přístupného rostlinného materiálu. Samice musí místo pro své hnízdo vybírat pečlivě, jelikož vody podél řek a bažin stoupají a časté záplavy způsobují na mláďatech vysokou úmrtnost. Proto si samice hnízda staví v období sucha, kdy jsou záplavy takřka minimální. V hnízdě je minimálně 20, častěji však 30 až 60 poměrně velkých vajec.
Líhnutí mláďat, které se koná zhruba po 90 dnech po kladení, přichází spolu s obdobím dešťů a mláďata měří po narození asi 25 cm. Míra rodičovské péče se jeví jako proměnná, jelikož některé samice jeví o ochranu hnízda poměrně menší zájem než druhá skupina samic, která u něj tráví většinu času, pomáhá co nejrychleji mláďatům z hnízd a aktivně je následně brání před jejich největšími predátory, které představují ptáci, divoké kočky a dokonce i velké druhy ryb. Samice mláďata opouští velice brzy - hned několik dnů po vylíhnutí.